# 魔鬼碟仙 (2024年电影)
《魔鬼碟仙》（英語：Witchboard）是2024年上映的美国超自然恐怖片，1986年同名电影重启之作，由查克·羅素执导，傑米·坎貝爾·鮑爾、麥蒂森·艾斯曼、亚伦·多明格斯、安东尼娅·德斯普拉特、查理·特翰主演。电影于2024年7月26日在第28届国际奇幻电影节首映，同年晚些时候登陆院线，由Gala Film发行。

## 故事大纲
艾蜜丽与未婚夫克里斯蒂安及一群好友在新奥尔良法国区改造了一间破旧的马车房，用来开设有机咖啡店。艾蜜丽在屋内找到一块用来招魂的钟摆盘，命运由此出现黑暗转折。出于艾蜜丽的健康考虑，克里斯蒂安找来玄学专家亚历山大·巴布蒂斯特，希望他找出将他们与这块通靈板联系起来的血脉关系。随着事件不断发酵，现代白女巫集会、巴布蒂斯特宅邸的假面舞会，以及女巫王娜迦索斯（Naga Soth）的遗产，都成为这场危险游戏的一部分，让艾蜜丽的灵魂陷入危险。

## 演员
- 傑米·坎貝爾·鮑爾 饰 亚历山大·巴布蒂斯特（Alexander Babtiste）[3]
- 麥蒂森·艾斯曼 饰 艾蜜丽（Emily）[4]
- 亚伦·多明格斯（Aaron Dominguez）饰 克里斯蒂安（Christian）[4]
- 大卫·拉海耶（英语：David La Haye） 饰 格罗根主教（Bishop Grogan）[1]
- 梅尔·詹森（Mel Jarnson）饰 布鲁克（Brooke）[1]
- 查理·特翰 饰 里奇（Richie）[5][4]
- 安东尼娅·德斯普拉特（Antonia Desplat）饰 娜迦索斯（Naga Soth）[5][4]
- 亚马尔·阿泽马尔（Jamal Azémar）饰 扎克（Zach）[5]
- 弗朗切斯科·菲利斯（Francesco Filice）饰 杰西（Jessie）[5]

## 制片
2017年，查克·羅素开始为1986年电影《魔盤驚魂》的重拍版撰写剧本。2019年5月，消息指罗素将担任导演，Grimmfest与Minds Eye Entertainment、Falconer Pictures和M2 Media Post共同制片。
2023年3月，前期工作重启，A-Nation Media取代之前的制片方，成为影片唯一的制片方。主体拍摄于2023年4月至6日在加拿大蒙特利尔和美国新奥尔良进行。5月下旬，部分场景在圣安妮贝尔维尤摩根植物园取景。2023年美国演员工会大罢工期间，主创演员获工会临时批准，可继续拍摄。

## 发行
电影于2024年7月26日在第28届国际奇幻电影节首映，同年晚些时候登陆院线，由Gala Film发行。

### 专业评价
根据評論匯總网站爛番茄汇总的5篇评论文章，100%的评论家给予该作正面评价，平均打分为6.3分（满分10分）。